# TOI-700 c
TOI 700 c è un pianeta extrasolare orbitante intorno alla stella TOI-700, una nana rossa di classe M distante 101,5 anni luce dal sistema solare. Il pianeta è stato scoperto grazie al telescopio spaziale TESS nel gennaio 2020 con il metodo del transito assieme ad altri due pianeti TOI-700 b e TOI-700 d, quest'ultimo situato nella zona abitabile della stella.

## Caratteristiche
TOI-700 c è il secondo pianeta del sistema in ordine di distanza dalla stella, orbita in 16 giorni ed è il più grande e massiccio dei tre pianeti scoperti; a differenza di essi probabilmente non è di natura rocciosa, ma si tratta piuttosto di un mininettuno senza superficie solida. Ha infatti un raggio 2,63 volte quello terrestre, una massa otto volte maggiore, e la sua densità è appena 2,4 g/cm³, non molto superiore a quella di Nettuno (1,64 g/cm³).
Posto a una distanza intermedia rispetto ai pianeti b e d, la sua temperatura di equilibrio è di 356±10 K, ossia circa 83 °C; anche se avesse un'esoluna rocciosa in orbita attorno a sé, questa sarebbe probabilmente troppo calda per poter ospitare la vita, considerando che la temperatura di equilibrio non tiene conto dell'effetto serra, che tende a innalzare la temperatura superficiale di un pianeta.